# Cousinia nujianensis
Cousinia nujianensis là một loài thực vật có hoa trong họ Cúc. Loài này được Attar, Ghahr., Saber & Zarre mô tả khoa học đầu tiên năm 2005.